# Estelle Harris
Estelle Harris (născută Nussbaum; n. 22 aprilie 1928, New York City, New York, SUA – d. 2 aprilie 2022, Palm Desert⁠(d), California, SUA) a fost o actriță americană. Aceasta era cunoscută pentru rolul lui Estelle Costanza din serialul Seinfeld. Alte roluri ale sale includ vocea doamnei Potato Head⁠(d) în franciza Toy Story, Muriel în Zack & Cody, ce viață minunată și Mama Gunda în Tarzan II⁠(d). 

## Biografie
Estelle Nussbaum s-a născut în cartierul Hell's Kitchen⁠(d) din Manhattan pe 22 aprilie 1928, mezina lui Isaac și a Annei Nussbaum, imigranți polonez-evrei, proprietarii unui magazin de dulciuri. S-a mutat în Tarentum, Pennsylvania⁠(d) la vârsta de 7 ani. A absolvit liceul Tarentum.

### Cariera
După ce copiii săi s-au maturizat, Harris s-a dedicat actoriei și a început să apară în reclame de televiziune, având până la 23 de roluri pe an la un moment dat. Una dintre cele mai cunoscute reclame ale sale a fost pentru Handi-Wrap II.
În 1977, și-a început cariera de actriță cu rolul din filmul Looking Up despre trei generații de evrei din clasa muncitoare newyorkeză. A devenit cunoscută odată cu rolul secundar al lui Estelle Costanza din Seinfeld. A obținut un rol în Star Trek: Voyager în episodul „Sacred Ground”, difuzat pe 20 octombrie 1996. A avut un rol minor în filmul de comedie Croaziera cu peripeții⁠(d) (1997). În Povestea jucăriilor 2 (1999), a realizat dublajul pentru personajul Potato Head și a continuat să-și reia rolul în fiecare film al seriei. În 2005, a realizat dublajul personajului Mama Gunda în Tarzan II. În Zack & Cody, ce viață minunată, Harris a avut un rol secundar ca Miuriel. A apărut în videoclipul melodiei „Online” a lui Brad Paisley. A obținut rolul Berthei Kirstal, mama fondatorului CBGB⁠(d) Hilly Kristal⁠(d), în filmul CBGB⁠(d) (2013).
Celelalte roluri de voce includ Lula în Dave the Barbarian⁠(d), mama Lipsky în Kim Possible, Thelma în The Proud Family⁠(d), Mrs. Turtle în Mickey Mouse Works⁠(d) și House of Mouse, mama Morții în Familia mea dementă, Old Lady Bear în Fratele urs (2003) și Audrey în O fermă trăsnită (2004). De asemenea, a realizat dublajul pentru soția lui Marty în Tată în stil american.
Harris și-a reluat rolul doamnei Potato Head în Povestea jucăriilor 4 (2019),  ultimul său rol de film.

## Viața personală
În 1952, Harris l-a întâlnit pe vânzătorul Sy Harris la un dans. Șase luni mai târziu, cei doi s-au căsătorit. Aceștia au avut doi fii, Eric (născut în 1957) și Glen (născut în 1961), și o fiică, Taryn (născută în 1964). Eric este asistent social, Glen este managerul neoficial al mamei sale, iar Taryn este fost ofițer de poliție din comitatul Nassau.
Pe 20 septembrie 2001, o anvelopă a mașinii cuplului a explodat și vehicului s-a răsturnat de două ori, însă aceștia au scăpat fără răni grave. Sy a murit pe 11 ianuarie 2021.
Harris a murit în casa sa din Palm Desert, California⁠(d) pe 2 aprilie 2022 la vârsta de 93 de ani.

## Filmografie

### Filme
| An   | Titlu                       | Rol                             | Note        |
| ---- | --------------------------- | ------------------------------- | ----------- |
| 1984 | Once Upon a Time in America | Thelma                          |             |
| 1988 | Stand and Deliver           | Jackie Harris                   |             |
| 1992 | This Is My Life             | Aunt Harriet                    |             |
| 1995 | Perfect Alibi               | Aunt Dorothy                    |             |
| 1995 | The West Side Waltz         | Estelle                         |             |
| 1997 | Out to Sea                  | Bridget                         |             |
| 1998 | Chairman of the Board       | Ms. Dawn Krubavitch             |             |
| 1998 | The Odd Couple II           | Peaches                         |             |
| 1998 | My Giant                    | Aunt Pearl                      |             |
| 1999 | Lost & Found                | Mrs. Donna Stubblefield         |             |
| 1999 | Toy Story 2                 | Mrs. Potato Head (voce)         |             |
| 2000 | What's Cooking?             | Aunt Bea                        |             |
| 2000 | Dancing in September        | Sally                           |             |
| 2000 | Playing Mona Lisa           | Aunt Velva                      |             |
| 2001 | Good Advice                 | Iris                            |             |
| 2003 | Brother Bear                | Old Lady Bear (voce)            |             |
| 2004 | Home on the Range           | Audrey (voce)                   |             |
| 2004 | Teacher's Pet               | Mrs. June Boogin (voce)         |             |
| 2005 | Tarzan II                   | Mama Gunda (voce)               |             |
| 2006 | Queer Duck: The Movie       | Mrs. Catherina Duckstein (voce) |             |
| 2007 | The Grand                   | Ruth Melvin                     |             |
| 2010 | Toy Story 3                 | Mrs. Potato Head (voce)         |             |
| 2010 | Movin' In                   | Arlene Taylor                   |             |
| 2011 | Hawaiian Vacation           | Mrs. Potato Head (voce)         | Scurtmetraj |
| 2011 | Small Fry                   | Mrs. Potato Head (voce)         | Scurtmetraj |
| 2012 | Partysaurus Rex             | Mrs. Potato Head (voce)         | Scurtmetraj |
| 2013 | CBGB                        | Bertha Kristal                  |             |
| 2015 | Promoted                    | Sylvia Silver                   |             |
| 2019 | Toy Story 4                 | Mrs. Potato Head (voce)         |             |

### Seriale
| An        | Titlu                               | Rol                              | Note                                                            |
| --------- | ----------------------------------- | -------------------------------- | --------------------------------------------------------------- |
| 1985–1986 | Night Court                         | Easy Mary                        | 3 episoade                                                      |
| 1987      | Married... with Children            | Delilah                          | Episodul: "Al Loses His Cherry"                                 |
| 1990      | Mathnet                             | Agnes                            | Episodul: "The Case of the Swami Scam"                          |
| 1991      | Brooklyn Bridge                     | Esther Shapiro                   | Episodul: "When Irish Eyes Are Smiling"                         |
| 1992      | Law & Order                         | Mrs. Lynn Rachlin                | Episodul: "Intolerance"                                         |
| 1992      | Mad About You                       | Mother Thelma                    | Episodul: "Sofa's Choice"                                       |
| 1992–1998 | Seinfeld                            | Estelle Costanza                 | 27 de episoade                                                  |
| 1993      | Good Advice                         | Ronnie Cohen                     | 5 episoade                                                      |
| 1995      | Chicago Hope                        | Thelma Johnson (uncredited)      | Episodul: "Heartbreak"                                          |
| 1995      | Aladdin                             | Additional voices                | Episodul: "While the City Snoozes"                              |
| 1995–1997 | The Pinocchio Shop                  | Zinnia Flugelschwartz            | 78 de episoade                                                  |
| 1995      | Timon & Pumbaa                      | Timon's Mother (voice)           | Episodul: "Mombasa-In-Law/The Laughing Hyenas: TV Dinner"       |
| 1995      | In the House                        | Mrs. Claus                       | Episodul: "Christmas Story"                                     |
| 1996      | Night Stand                         | Mary the Real Mother             | Episodul: "Dick Goes Home"                                      |
| 1996      | The Mask                            | Lt. Kellaway's Mother (voice)    | Episodul: "The Mother of All Hoods"                             |
| 1996      | The Tick                            | Arthur's Mother (voice)          | Episodul: "The Tick vs. Dot and Neil's Wedding"                 |
| 1996      | Star Trek: Voyager                  | Old Woman                        | Episodul: "Sacred Ground"                                       |
| 1997      | Moesha                              | Frances Howie                    | Episodul: "Break a Leg"                                         |
| 1997      | Living Single                       | Esther Brooks                    | Episodul: "Back in the Day"                                     |
| 1997      | Cybill                              | Woman                            | Episodul: "From Boca, with Love"                                |
| 1998      | Addams Family Reunion               | Great-grandmother Delilah Addams | Film de televiziune                                             |
| 1998      | Hercules                            | Phil's Mother (voice)            | Episodul: "Hercules and the King for a Day"                     |
| 1998      | The Wild Thornberrys                | Iguana/Turtle (voice)            | Episodul: "Eliza-cology"                                        |
| 1998      | Godzilla: The Series                | Old Lady/Receptionist (voice)    | Episodul: "What Dreams May Come"                                |
| 1998      | The Rosie O'Donnell Show            | Herself                          |                                                                 |
| 1999      | The Brothers Flub                   | Additional voices                | 16 episoade                                                     |
| 1999      | Sunset Beach                        | Margaret Raynor                  | 3 episoade                                                      |
| 1999      | The Parkers                         | Miss Agnes                       | Episodul: "Scammed Straight"                                    |
| 1999–2000 | Mickey Mouse Works                  | Mrs. Tammy Turtle (voice)        | 4 episoade                                                      |
| 2000      | Providence                          | Darlene                          | Episodul: "Syd in Wonderland"                                   |
| 2000      | Queer Duck                          | Mrs. Catherina Duckstein (voice) | 5 episoade                                                      |
| 2001      | Sabrina, the Teenage Witch          | Dora                             | Episodul: "Sabrina, the Muse"                                   |
| 2001      | The Kids from Room 402              | Aunt Cookie (voice)              | Episodul: "Uncle Bonehead"                                      |
| 2001      | Family Guy                          | Death's Mother (voice)           | Episodul: "Death Lives"                                         |
| 2002      | House of Mouse                      | Mrs. Tammy Turtle (voice)        | 4 episoade                                                      |
| 2002      | Weakest Link                        | Herself                          | 1 episoade                                                      |
| 2002      | Whammy! The All-New Press Your Luck | Herself                          | 1 episoade                                                      |
| 2003      | Half & Half                         | Grandma Sophie                   | Episodul: "The Big Phat Mouth Episode: Part 2"                  |
| 2003      | Regular Joe                         | Aunt Mickie                      | Episodul: "Boobysitting"                                        |
| 2003      | The Proud Family                    | Helga (voice)                    | Episodul: "Thelma and Luis"                                     |
| 2003      | Test the Nation                     |                                  | 1 episod                                                        |
| 2004      | Kim Possible                        | Mama Lipsky (voice)              | 3 episoade                                                      |
| 2004      | Kramer vs. Kramer: Kenny to Cosmo   | Herself                          |                                                                 |
| 2004–2005 | Dave the Barbarian                  | Lula (voice)                     | 21 de episoade                                                  |
| 2005      | Tripping the Rift                   | Estelle                          | Episodul: "Roswell"                                             |
| 2005      | Phil of the Future                  | Older Pim                        | Episodul: "Maybe-Sitting"                                       |
| 2005–2008 | The Suite Life of Zack & Cody       | Muriel                           | 14 episoade                                                     |
| 2006      | Mind of Mencia                      |                                  | 1 episod                                                        |
| 2006      | ER                                  | Mrs. Dawn Markovic               | Episodul: "Bloodline"                                           |
| 2007      | iCarly                              | Mrs. Lydia Halberstadt           | Episodul: "iScream on Halloween"                                |
| 2007      | The Emperor's New School            | Mrs. Irma Mudka                  | Episodul: "The Emperor's New Home School/Mudka's Secret Recipe" |
| 2007      | Case Closed                         | Madame                           | Film de televiziune                                             |
| 2008      | Can You Teach My Alligator Manners? | Nana                             | Episodul: "Nana's Visit"                                        |
| 2009      | American Dad!                       | Marty's Wife (voice)             | Episodul: "In Country... Club"                                  |
| 2009      | Curb Your Enthusiasm                | Estelle Costanza / Herself       | Episodul "The Table Read"                                       |
| 2009–2010 | Made in Hollywood                   | Herself                          | 2 episoade                                                      |
| 2009–2014 | Fanboy & Chum Chum                  | Oz's Mother (voice)              | 11 episoade                                                     |
| 2010      | Sonny with a Chance                 | Grace Gallagher                  | Episodul: "Random Acts of Disrespect"                           |
| 2010      | The Bonnie Hunt Show                | Herself                          | 1 episod                                                        |
| 2010      | KTLA Morning News                   | Herself                          | 1 episod                                                        |
| 2010      | Totally Tracked Down                | Herself                          | 1 episod                                                        |
| 2011      | The Looney Tunes Show               | Sylvester's Mother (voice)       | Episodul: "Point, Laser Point"                                  |
| 2012      | Futurama                            | Velma Farnsworth (voice)         | Episodul: "Near-Death Wish"                                     |
| 2012      | Greetings from Home                 | Nana                             | 12 episoade                                                     |
| 2013      | The Exes                            | Mother                           | Episodul: "Zero Dark Forties"                                   |
| 2014–2015 | Jake and the Never Land Pirates     | Peg-Leg Peg (voice)              | 3 episoade                                                      |
| 2015      | The Slice                           | Mima D'Angelo                    | Film de televiziune                                             |